# Frank Fiedeler
Frank Fiedeler (München, 1939. június 7. – Berlin, 2004. július 13.) német sinológus.

## Élete és munkássága
Fiedeler egyetemi tanulmányait a Tübingeni Egyetemen folytatta, ahol kezdetben német és angol szakra járt. Később a Bonnban, Berlinben és Würzburg hallgatott sinológiai kurzusokat. Doktori disszertációját 1967-ben védte meg Hans Steiningernél, amelyben egy taoista szöveg szöveget dolgozott fel. Kutatói ösztöndíjjal Tajvanon tanult 1967-től 1969-ig, ahol többek között egy taoista mester tanítványa volt. Főműve a Változások könyvének fordítása, amelynek első német nyelvű fordítása és értelmezése Richard Wilhelm nevéhez fűződik (1924). Fideler megszabadította a szöveget a konfuciánus értelmezéstől, és visszanyúlt annak eredeti taoista gyökereihez. Művét ugyanaz a német könyvkiadó (Diederichs) jelentette meg, mint annak idején Wilhelm munkáját. Fiedeler független tudósként, szabadfoglalkozású író és műfordítóként Berlinben élt.

## Főbb művei
- Hua-shu, das Buch des Verwandelns. Darstellung der Lehre und Übersetzung des Textes. Ein Beitrag zum Verständnis chinesischer Philosophie. E. Schmitt u. M. Meyer, Würzburg 1967 (Diss. Erlangen-Nürnberg)
- Die Wende. Ansatz einer genetischen Anthropologie nach dem System des I-Ching. Kristkeitz, Berlin 1976. ISBN 3-921508-01-0
- Die Monde des I-ging. Symbolschöpfung und Evolution im Buch der Wandlungen. Eugen Diederichs, Düsseldorf/München 1988. ISBN 3-424-00922-9 (Diederichs gelbe Reihe China, Nr. 72)
- Zeichenlogik im Buch der Wandlungen. In: Roland Posner (Hrsg.): Zeichenkultur in Asien. Stauffenburg, Tübingen 1991, S. 95–121. (Zeitschrift für Semiotik, Bd. 13, Heft 1-2)
- Yin und Yang. Das kosmische Grundmuster in den Kulturformen Chinas. DuMont, Köln 1993. 2. Auflage 1995. ISBN 3-7701-2901-6 (DuMont-Taschenbücher Aussereuropäische Kunst und Kultur, Bd. 301)
- Yijing. Das Buch der Wandlungen. Erstmalig von Grund auf entschlüsselt und neu aus dem chinesischen Urtext übersetzt. München: Diederichs, 1996. ISBN 3-424-01344-7
- Yin und Yang oder die absolute Polarität. In: Peter C. Mayer-Tasch (Hrsg.): Die Zeichen der Natur. Natursymbolik und Ganzheitserfahrung. Insel, Frankfurt/M. und Leipzig 1998, S. 215–269.
- Yin und Yang. Das kosmische Grundmuster in der Kultur Chinas. Diederichs, Kreuzlingen 2003. ISBN 3-7205-2388-8 (Diederichs gelbe Reihe China, Nr. 174)